# Комета Цезаря
Комета Цезаря (также Sidus Iulium («Юлиева звезда»); Caesaris astrum («Звезда Цезаря»); Комета Цезаря; Великая комета 44 г. до н. э.; числовое обозначение C/−43 K1) — семидневная вспышка кометы, замеченной в июле 44 г. до н. э. Это было истолковано римлянами как знак причисления недавно убитого диктатора Юлия Цезаря к богам (100-44 г. до н. э.). Это была, по-видимому, наиболее известная комета в древнем мире.
Если доверять двум сомнительным рассказам из Китая (30 мая) и Рима (23 июля), то наблюдениям может соответствовать бесконечное количество разных орбит, однако на основе имеющихся заметок выводится ретроградная орбита. Комета приблизилась к Земле в середине мая и в начале августа. Она достигла перицентра (максимального сближения с Солнцем) 25 мая. В перигелии комета имела элонгацию 11 градусов и, как предполагается, имела видимую звездную величину около −3, поскольку китайский рассказ не согласуется с дневной видимостью в мае. В период с 10 июня по 20 июля комета потускнела с +1 до примерно +5. Около 20 июля −43 комета испытала взрыв видимой величины примерно 9 звездной величины и имела элонгацию по отношению к Солнцу 88 градусов на утреннем небе. При звездной величине −4 она была бы столь же видима, как и Венера.
В результате вспышки кометы в конце июля комета Цезаря стала одной из 5 комет, которые, как известно, имели отрицательную абсолютную величину и, возможно, она была самой яркой кометой дневного света в истории человечества. 
В отсутствие точных современных наблюдений (или более поздних наблюдений, подтверждающих орбиту, предсказывающую более раннее появление), вычисление орбиты кометы проблематично, и обычно предполагается параболическая орбита. (В 1800е годы предполагалось возможное совпадение, которое дало бы ей период около 575 лет. Это не было подтверждено, потому что более поздние наблюдения также недостаточно точны).

## История
Комета Цезаря была известна древним писателям под названием Sidus Iulium («Юлианская звезда») или Caesaris astrum («Звезда Юлия Цезаря»). Яркая комета, видимая при дневном свете, внезапно появилась во время фестиваля, известного как Ludi Victoriae Caesaris (Игры цезаревой победы), и издавна считалось, что в 44 г. они проходили в сентябре. Но датировка недавно изменилась на июль того же года, примерно через 4 месяца после убийства Юлия Цезаря, а также на сам месяц рождения Цезаря. Согласно Светонию, во время празднеств «комета сияла семь дней подряд, поднимаясь около 11 часа, и считалась душой Цезаря».
Комета стала мощным символом политической пропаганды, положившей начало карьере внучатого племянника Цезаря (и приёмного сына) Августа. Храм Божественного Юлия (Храм Обожествленного Юлия) был построен (42 г. до н. э.) и освящен (29 г. до н. э.) Августом в целях поощрения «культа кометы». (Он был также известен под названием «Храма кометной звезды») В задней части храма было воздвигнуто огромное изображение Цезаря и, по словам Овидия, ко лбу его была прикреплена пылающая комета:

Эту же душу его, что из плоти исторглась убитой,

Сделай звездой, и в веках на наш Капитолий и форум

Будет с небесных твердынь взирать божественный Юлий!— Овидий. Метаморфозы, XV, 840

## На римских монетах

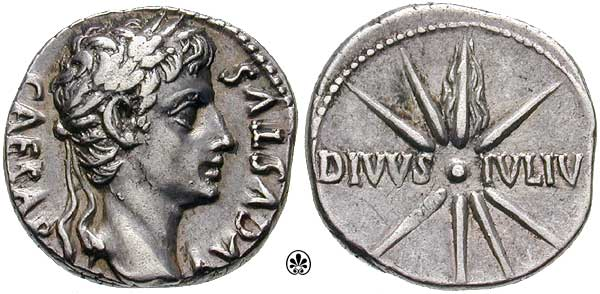
Монета, отчеканенная Августом (ок. 19-18 г. до н. э.); Внешняя сторона: CAESAR AVGVSTVS, голова, увенчанная лавром; Обратная сторона: DIVVS IVLIV[S], с кометой (звездой) из 8 лучей, хвостом вверх

Наблюдение за чеканкой монет с 44 г. до н. э. и на всём протяжении правления Августа обнаруживает меняющееся отношение Юлия Цезаря к Sidus Iulium. Роберт Гурваль (Robert Gurval) отмечает, что изменение статуса кометы Цезаря на монетах происходит по определённой схеме. Репрезентация обожествлённого Юлия Цезаря в виде звезды возникла сравнительно быстро, в течение нескольких лет после смерти. Однако прошло около 20 лет прежде чем звезда завершила превращение в комету. Начиная с 44 г. до н. э., производитель денег по имени Публий Сепуллий Мацер создавал монеты с изображением Юлия Цезаря в короне и со звездой за головой. На оборотной стороне была Венера, богиня-покровительница семьи Юлиев, она держит скипетр со звездой. Гурваль утверждает, что эта монета была отчеканена примерно во времена убийства Цезаря и, таким образом, вероятно, изначально и не относилась к его обожествлению. Однако по мере распространения эта идея должна была прийти на ум из-за нового культа Цезаря. Более старая работа Кеннета Скотта «Sidus Iulium и апофеоз Цезаря» оспаривает это, предполагая, что комета действительно вызвала эту мысль из-за сходства с другими монетами, которые он отчеканил. Серия римских золотых монет и денариев, отчеканенных после начала этого культа, изображает Марка Антония и звезду, которая, скорее всего, представляет его положение цезарева первосвященника Цезаря. На более поздних монетах, вероятно, появившихся ближе к концу войны Октавиана с Секстом Помпеем, звезда полностью заменяет имя и лицо Цезаря, отчётливо представляя его божественность.
Одно из самых чётких ранних корреляций Цезаря с кометой произошла во время Терентинских игр 17 г. до н. э., когда производитель денег М. Санквиний изготовил монеты, на реверсе которых была изображена комета над головой человека в венке, который, как предполагают классики и нумизматы, является либо юным Цезарем, гением самих этих игр, обозначением семьи Юлиев или сыном Энея Юлом. Эти монеты упрочивали связь между Юлием Цезарем и Августом, поскольку Август приобщился к членам семьи Юлия. На другом наборе испанских монет изображена комета о восьми лучах со словами DIVVS IVLIVS, что означает «Божественный Юлий».

## В литературе
Поэт Вергилий в своей 9 эклоге пишет, что звезда Цезаря явилась, чтобы обрадовать поля. Позднее Вергилий напишет о периоде после убийства Юлия Цезаря: «Никогда столь часто не вспыхивали устрашающие кометы». Гурваль указывает, что этот отрывок никоим образом не связывает комету с божественным статусом Цезаря, но скорее связывает кометы с его смертью.
Кальпурний Сицилийский упоминает комету в эпилогах как предзнаменование междоусобиц, которые разразятся в Риме после смерти Цезаря.
Однако именно Овидий окончательно утверждает роль кометы в обожествлении Юлия Цезаря. Овидий описывает обожествление Цезаря в «Метаморфозах» (8 г. н. э.), XV, 745—842:

Всё ж явился чужим он в святилища наши, — а Цезарь

В Граде своём есть бог; велик он и Марсом и тогой;

Но не настолько его триумфальные войн завершенья,

Или деянья внутри, иль быстрая слава державы

Новым светилом зажгли, в звезду превратили комету, —

Сколько потомок его. Из свершённых Цезарем славных

Дел достославней всего, что сын порождён им подобный.

Недавно утверждалось, что идея использования Августом кометы в своих политических целях во многом проистекает именно из этого отрывка.
В шекспировском «Юлии Цезаре» (1599) жена Цезаря отмечает роковое утро убийства своего мужа: «Когда умирают нищие, комет не видно. Сами небеса пылают смертью князей».

## Современные научные представления
В 1997 году два ученых из Университета Иллинойса в Чикаго — Джон Т. Рэмси (филолог-классик) и А. Льюис Лихт (физик) — опубликовали книгу, сравнивающую астрономические/астрологические данные из ханьского Китая и Рима. Их анализ, основанный на исторических свидетельствах очевидцев, китайских астрономических записях, астрологической литературе поздней античности и ледяных кернах ледников Гренландии, дал ряд параметров орбиты гипотетического объекта. Они остановились на точке перигелия 0,22 а. е. для объекта, который, по-видимому, был виден с хвостом из китайской столицы Чанъань (в конце мая) и как звездообразный объект из Рима (в конце июля):
- 18 мая 44 г. до н. э. (Китай);
- 23-25 июля 44 г. до н. э. (Рим);
- Видимая звездная величина: −4,0[19].

Некоторые учёные, например Роберт Гурваль из Калифорнийского университета в Лос- Анджелесе и Брайан Дж. Марсден из Гарвард-Смитсоновского центра астрофизики, оставляют само существование кометы открытым вопросом. Марсден отмечает в предисловии к книге Рэмси и Лихта: «Учитывая обстоятельство, что единственный очевидец события появился спустя два десятилетия, я бы совершил оплошность, не рассматривай я это [то есть отсутствие существования кометы] как серьёзную возможность».